# Lewisburg (Tennessee)
Pour les articles homonymes, voir Lewisburg.
Lewisburg est une ville des États-Unis, siège du comté de Marshall, dans l’État du Tennessee. En 2009, sa population s’élevait à 11 101 habitants.
Elle est nommée en l'honneur de l'explorateur Meriwether Lewis

## Source
- (en) Cet article est partiellement ou en totalité issu de l’article de Wikipédia en anglais intitulé « Lewisburg, Tennessee » (voir la liste des auteurs).